# Hernádcéce
Hernádcéce là một thị trấn thuộc hạt Borsod-Abaúj-Zemplén, Hungary. Thị trấn này có diện tích 9,94 km², dân số năm 2010 là 201 người, mật độ 20 người/km².